# William Legge, I conte di Dartmouth
William Legge, I conte di Dartmouth (14 ottobre 1675 – 15 dicembre 1750), è stato un nobile inglese.

## Biografia
Era l'unico figlio di George Legge, I barone di Dartmouth, e di sua moglie, Barbara Archibald, figlia di Sir Henry Archibald. Studiò alla Westminster School e al King’s College.

## Carriera
Nel 1702 è stato nominato membro del Board of Trade e, otto anni dopo, divenne Segretario di Stato per il Dipartimento del Sud.
Nel 1711 fu creato visconte Lewisham e conte di Dartmouth. Nel 1713 divenne Lord del Sigillo Privato, carica che mantenne fino alla fine del 1714.

## Matrimonio
Nel 1700 sposò Lady Anne Finch (?-30 novembre 1751), figlia di Heneage Finch, I conte di Aylesford. Ebbero sei figli:
- Lady Barbara (?-29 ottobre 1765), sposò Sir Walter Bagot, V Baronetto, ebbero sette figli;
- George Legge, visconte Lewisham (1703-29 agosto 1732);
- Lady Heneage (?-29 agosto 1759), sposò Catherine Fogg, ebbero due figli;
- Lady Anne (?-1740), sposò Sir Lister Holte, V Baronetto, non ebbero figli;
- Lord Henry (29 maggio 1708-23 agosto 1764), sposò Mary Stawel, ebbero un figlio;
- Lord Edward (1710-1747).

## Morte
Dopo un lungo periodo di ritiro dalla vita pubblica, Lord Dartmouth morì il 15 dicembre 1750. Il figlio maggiore, George, premorì al padre, lasciando un figlio, William, che gli succedette nella contea.

## Ascendenza
|                                     |   |                    | Genitori            |  |  | Nonni |  |  | Bisnonni     |  |  | Trisnonni     |  |
|                                     |   |                    |                     |  |  |       |  |  | Edward Legge |  |  | William Legge |  |
|                                     |   |                    |                     |  |  |       |  |  | Edward Legge |  |  | William Legge |  |
|                                     |   | Anne Bermingham    |                     |  |  |       |  |  | Edward Legge |  |  |               |  |
| William Legge                       |   |                    |                     |  |  |       |  |  | Edward Legge |  |  |               |  |
|                                     |   | Mary Walsh         | Percy Walsh         |  |  |       |  |  |              |  |  |               |  |
|                                     |   | Mary Walsh         | Percy Walsh         |  |  |       |  |  |              |  |  |               |  |
|                                     |   | Mary Walsh         | …                   |  |  |       |  |  |              |  |  |               |  |
| George Legge, I barone Dartmouth    |   | Mary Walsh         |                     |  |  |       |  |  |              |  |  |               |  |
|                                     |   | William Washington | Lawrence Washington |  |  |       |  |  |              |  |  |               |  |
|                                     |   | William Washington | Lawrence Washington |  |  |       |  |  |              |  |  |               |  |
|                                     |   | William Washington | Margaret Butler     |  |  |       |  |  |              |  |  |               |  |
| Elizabeth Washington                |   | William Washington |                     |  |  |       |  |  |              |  |  |               |  |
|                                     |   | Anne Villiers      | George Villiers     |  |  |       |  |  |              |  |  |               |  |
|                                     |   | Anne Villiers      | George Villiers     |  |  |       |  |  |              |  |  |               |  |
|                                     |   | Anne Villiers      | Audrey Saunders     |  |  |       |  |  |              |  |  |               |  |
| William Legge, I conte di Dartmouth |   | Anne Villiers      |                     |  |  |       |  |  |              |  |  |               |  |
|                                     | … | …                  |                     |  |  |       |  |  |              |  |  |               |  |
|                                     | … | …                  |                     |  |  |       |  |  |              |  |  |               |  |
|                                     | … | …                  |                     |  |  |       |  |  |              |  |  |               |  |
| Henry Archibald                     | … |                    |                     |  |  |       |  |  |              |  |  |               |  |
|                                     |   | …                  | …                   |  |  |       |  |  |              |  |  |               |  |
|                                     |   | …                  | …                   |  |  |       |  |  |              |  |  |               |  |
|                                     |   | …                  | …                   |  |  |       |  |  |              |  |  |               |  |
| Barbara Archibald                   |   | …                  |                     |  |  |       |  |  |              |  |  |               |  |
|                                     |   | …                  | …                   |  |  |       |  |  |              |  |  |               |  |
|                                     |   | …                  | …                   |  |  |       |  |  |              |  |  |               |  |
|                                     |   | …                  | …                   |  |  |       |  |  |              |  |  |               |  |
| Mary                                |   | …                  |                     |  |  |       |  |  |              |  |  |               |  |
|                                     |   | …                  | …                   |  |  |       |  |  |              |  |  |               |  |
|                                     |   | …                  | …                   |  |  |       |  |  |              |  |  |               |  |
|                                     |   | …                  | …                   |  |  |       |  |  |              |  |  |               |  |
|                                     |   | …                  |                     |  |  |       |  |  |              |  |  |               |  |